# Kawangrejo
Kawangrejo is een bestuurslaag in het regentschap Jember van de provincie Oost-Java, Indonesië. Kawangrejo telt 5030 inwoners (volkstelling 2010).